# Queen Rock Montreal
Queen Rock Montreal – album koncertowy brytyjskiej grupy Queen. Album został wydany jako podwójne CD/potrójna płyta winylowa. Równolegle z płytami audio pojawiły się płyty DVD w wersji 1xDVD i 2xDVD. Koncert został również wydany w jakości HD na płytach Blu-ray i HD DVD.
Nagrań dokonano w dniach 24 listopada i 25 listopada 1981, w trakcie dwóch koncertów w Montrealu – Kanada.
Utwory „Flash” i „The Hero” zostały wydane wyłącznie na LP/CD ze względu na fakt, że oryginalne nagranie zostało zmontowane w sposób uniemożliwiający obecnie powiązanie obrazu z dźwiękiem.
W trakcie koncertów w Montrealu nastąpiło pierwsze publiczne wykonanie utworu nagranego wspólnie z Davidem Bowie – „Under Pressure”.

## Wydanie CD

### Lista utworów
| CD 1: 1. „Intro” (Taylor) 2. „We Will Rock You” (Fast) (May) 3. „Let Me Entertain You” (Mercury) 4. „Play the Game” (Mercury) 5. „Somebody to Love” (Mercury) 6. „Killer Queen” (Mercury) 7. „I’m in Love with My Car” (Taylor) 8. „Get Down, Make Love” (Mercury) 9. „Save Me” (May) 10. „Now I’m Here” (May) 11. „Dragon Attack” (May) 12. „Now I’m Here (Reprise)” (May) 13. „Love of My Life” (Mercury) | CD 2: 1. „Under Pressure” (Queen/Bowie) 2. „Keep Yourself Alive” (May) 3. „Drum and Tympani Solo” (Taylor) 4. „Guitar Solo” (May) 5. „Flash” (May) * 6. „The Hero” (May) * 7. „Crazy Little Thing Called Love” (Mercury) 8. „Jailhouse Rock” (Leiber/Stoller) 9. „Bohemian Rhapsody” (Mercury) 10. „Tie Your Mother Down” (May) 11. „Another One Bites the Dust” (Deacon) 12. „Sheer Heart Attack” (Taylor) 13. „We Will Rock You” (May) 14. „We Are the Champions” (Mercury) 15. „God Save the Queen” (aranżacja: May, utwór odtwarzany z taśmy) |

* niepublikowane wcześniej

## Wydanie DVD
Wydawnictwo zawiera zapis koncertu zarejestrowanego w 1981 roku na 35-milimetrowej taśmie. Utwory zostały odtworzone z oryginalnych taśm i poddane ponownemu montażowi, masteringowi oraz obróbce. Na płytach dźwięk przetworzono do formatów PCM Stereo i DTS Surround Sound. Wydanie DVD pojawiło się w dwóch wersjach: 1xDVD Queen Rock Montreal gdzie znajduje się wyłącznie zapis koncertu z Montrealu oraz w wersji 2xDVD Queen Rock Montreal & Live Aid gdzie na drugiej płycie dołączono zapis występu grupy Queen podczas koncertu Live Aid na stadionie Wembley w Londynie 13 lipca 1985 roku.
W ramach dodatków na pierwszej płycie dodano komentarze do koncertu Briana Maya i Rogera Taylora. Komentarz można włączyć jako dodatkową ścieżkę audio lub jako napisy (brak napisów w języku polskim).
Drugą płytę wzbogacono o nigdy wcześniej nie publikowany zapis próby przed koncertem na Wembley wraz z wywiadem z zespołem oraz nagranie z amerykańskiej telewizji emitowane w serii PM Magazine.
W Polsce wydawnictwo uzyskało certyfikat platynowej płyty DVD.

### Lista utworów
| DVD 1: 1. „Intro” 2. „We Will Rock You” (fast) 3. „Let Me Entertain You” 4. „Play the Game” 5. „Somebody to Love” 6. „Killer Queen” 7. „I’m in Love with My Car” 8. „Get Down, Make Love” 9. „Save Me” 10. „Now I’m Here” 11. „Dragon Attack” 12. „Now I’m Here” (reprise) 13. „Love of My Life” 14. „Under Pressure” 15. „Keep Yourself Alive” 16. „Drum & Timpani Solo” 17. „Guitar Solo” 18. „Crazy Little Thing Called Love” 19. „Jailhouse Rock” 20. „Bohemian Rhapsody” 21. „Tie Your Mother Down” 22. „Another One Bites the Dust” 23. „Sheer Heart Attack” 24. „We Will Rock You” 25. „We Are the Champions” 26. „God Save the Queen” (aranżacja: May, utwór odtwarzany z taśmy) | DVD 2 (wyłącznie wydanie dwupłytowe): 1. „Bohemian Rhapsody” 2. „Radio Ga Ga” 3. „Hammer to Fall” 4. „Crazy Little Thing Called Love” 5. „We Will Rock You” 6. „We Are the Champions” 7. „Is This the World We Created...?” |

## Twórcy
- Freddie Mercury - wokale główne, fortepian; gitara rytmiczna w Crazy Little Thing Called Love, tamburyn w Keep Yourself Alive, chórki w I'm in Love with My Car
- Brian May - gitara elektryczna, chórki; fortepian w Save Me i Flash, gitara dwunastostrunowa w Love of My Life, syntezator w Flash
- John Deacon - gitara basowa (oprócz Intro i Love of My Life), chórki w Somebody to Love, Killer Queen i Tie Your Mother Down
- Roger Taylor - perkusja, chórki (oprócz Intro i Love of My Life); syntezator w Intro, wokal wspierający w Another One Bites the Dust i Under Pressure, wokal główny w I'm in Love with My Car, wokal drugoplanowy w Sheer Heart Attack